# コブラ男
- 仮面ライダーシリーズ
  - 仮面ライダー > ショッカー > ショッカー怪人 > ショッカー怪人 (テレビシリーズ) > コブラ男
  - 仮面ライダーシリーズ登場怪人一覧 > 仮面ライダーシリーズ第1期登場怪人一覧 > ショッカー怪人 (テレビシリーズ) > コブラ男

コブラ男（コブラおとこ）は、仮面ライダーシリーズ第1作『仮面ライダー』およびその派生作品に登場する怪人。
ここでは、関連するコブラやスネークについても解説する。

## 『仮面ライダー』に登場するコブラ男
『仮面ライダー』第9話に登場。
コブラをモチーフとする改造人間。右腕のコブラアームはコブラの形をしており、5メートルまで伸ばして攻撃することもできる。また、口に牙を装着することにより、牙のA物質と耳のB物質が合わさって右腕の口からあらゆる物質を溶解するガスを吐けるようになる。牙を作るには半年間を要する。体を回転させて地中を移動する能力も持つ。
大首領に命じられ、溶解ガスの力を用いて世界各地にある金塊の強奪に従事する。手始めに日本の大蔵省金保管所に潜入するが、守衛の息子が飼っていた犬のダミーに吠えられ、牙を落とす。ダミーの飼い主である近藤武彦から牙の在処を聞き出そうとするが、仮面ライダーに妨害される。その後、武彦を捕らえてアジトで尋問し、アジトに乗り込んできた仮面ライダーも武彦を人質にして捕らえ、大首領に命じられた面々による脳改造の危機に遭わせるが、立花藤兵衛によって救出される。最後は仮面ライダーとの再戦に臨み、ライダーキックによって自ら仕掛けた地雷原に落とされ、爆発する。
- 声 - 水島晋
- スーツアクター - 岡田勝[出典 7]、佐野房信[16][5]、甘利健二[5][17]
  - 甘利は、スーツのサイズが合わず大変であったと述べている[17]。
- シリーズで初めてライダーキックを受けた後に爆発した怪人である[出典 8]。

### 改造コブラ男
『仮面ライダー』第10話・第13話に登場。資料によっては名称を改造コブラ男とするものと、コブラ男（再改造）とするものがある。
仮面ライダーに倒されたコブラ男を、ショッカーの生物学者である綾小路律子が強化改造した再生怪人。頭部にエリマキ状の羽根がつき、高熱火炎を吐くなどの能力が付加されている。
綾小路に命じられて捕虜を処刑しようとしたところを仮面ライダーに妨害され、戦闘中には綾小路に火炎を誤射してしまう。アジトに戻り綾小路に叱責されるが、まもなく大首領に見限られた彼女を処刑すると、再び金塊強奪に従事して横浜港に停泊中の輸送船プレジデント号を爆破し、戦闘員と共に金塊を強奪する。最後は、追跡してきた仮面ライダーと戦い、ライダー返しで崖から海へ投げ飛ばされて爆発する。
第13話では、トカゲロンに率いられた再生怪人軍団の1体として登場。
- 特写スチールは存在しない[23]。
- 石森プロ制作の『資料・仮面ライダー』では名称を「第2のコブラ男」と記述している[23]。

## コブラ
『仮面ライダー THE FIRST』では、テレビドラマおよび原作漫画のリメイクとしてコブラの能力を持ったコブラというコードネームの改造人間が登場。三田村晴彦が特殊強化服を装着し、マスクを被ることで変身する。
主な任務は裏切り者であるホッパーの抹殺で、圧倒的な怪力を活かした格闘技と、スネークとの息の合った連携技を武器に仮面ライダーを苦しめる。また、漆黒の気を殴る直前に腕に集中させてから放つ強力なパンチや周囲の空気を歪めるほどの風圧を誇る回し蹴り、肘打ちなどの打撃や腕ひしぎなどの防御術も得意とする。後頭部の蛇の尻尾を模した触手は自在に動かすことや仮面からの取り外しが可能で、主にスネークが鞭として使用するため、当初から2人1組で戦うことを前提に改造されている。また、マスクには嗅覚増幅装置、強化服には登攀能力が付加されている。
三田村 晴彦（）
緑山総合病院に長期入院している青年。誰一人として自分の見舞いに来ないことから自暴自棄になり、自殺を図るまでに追い込まれていたが、美代子との出会いによって生きる希望を与えられ、彼女とともに過ごすことを決意する。しかし、美代子が重病患者であることを知った後、ショッカーからの使者であるスパイダーの誘いを受け、彼女の病気を治療することを条件に改造人間コブラとなる。最後は、1号のライダーパンチの連打とライダーきりもみシュートを受けたところにライダーキックを受けて致命傷を負い、自分が植えたガーベラの花一輪を共に倒れた美代子に手向けると、そのまま身体の限界を迎えて死亡する。
- テレビドラマおよび原作漫画の怪人コブラ男のリメイク。
- 演 - ウエンツ瑛士
- スーツアクター - 吉田瑞穂[26]
- デザイナーの出渕が原作のコブラ男のように体格が良いイメージでデザインし、映像では変身前を演じるウエンツ瑛士とスーツアクターの体格差が顕著になっている。改造によって脱皮の能力を得たという設定でデザインされ、劇中では未使用に終わったが、次々と脱皮するように服を脱ぐことで、ダメージを回避するというイメージとなっている[27]。スネークとの共通性を持たせるものとして、コスチュームの随所のカラーリングなどは同様のものとなっている[27]。

## 石ノ森章太郎の漫画版
石ノ森章太郎による漫画『仮面ライダー』では、晴彦という人物が改造された姿として登場。
ショッカー傘下の工場の公害闘争を闇に葬るべく、その中心人物を殺害していた。自らの牙とコブラ型の左腕の牙には人間を溶かす猛毒が仕込まれており、咬まれた人間は溶けてしまう。右手に持つ鞭にも人間を溶かす猛毒が仕込まれており、人間の首に巻きつかせて溶かす。テレビ版以上にコブラ似の姿に描かれている。
事件に介入してきた本郷に総統の命令を無視して戦いを挑み、左腕を失う。メドウサの弁護で再度のチャンスを与えられ、再改造を受けて金保管庫の襲撃を担当することになる。再改造で左腕をメカ・コブラにしていたが、本郷への遺恨から総統の命令を再び無視し、本郷に挑戦状を送る。最後は、戦闘中にメドウサに仮面ライダーと間違われ、射殺される。

## 『お昼のショッカーさん』
漫画では第31話から登場。
第31話「それぞれ」では、蜘蛛男・蜂女・ヒトデンジャーなどが、イカデビルや狼男のもとで特訓する中、一人だけ腹話術の練習をしていた。
第33話「コブラ男」では、基地内を移動中、LED作戦を実行中の戦闘員に、腕が伸びる能力を披露し、それを誉められたことで作戦を手伝うことになる。
第34話「綱引き」では、虫さんチームと戦う海さんチームを、狼男や戦闘員とともに応援している。

## その他の作品
- 小説『KIKAIDER00』では、スカルマン（旧1号）が戦う怪人のイメージとして登場。
- 漫画『仮面ライダーSD マイティライダーズ』では、地獄大使の命令で子供からお年玉を奪う作戦を実行。
- ゲーム『ロストヒーローズ』では、 ウルトラ・キューブとカオス・キューブで登場。

## パートナー怪人

### へび姫メドウサ
石ノ森章太郎による漫画『仮面ライダー』に登場。
コブラ男（晴彦）の恋人だった美代子という女性が改造された姿。生き物を発狂させた後に石化させて殺害する毒針を使う。頭部には、メカ・スネークというヘビ型のレーザー銃を多数装備している。
改造前からのコブラ男=晴彦への愛情は残っており、一度敗れたコブラ男を弁護して助けさせた後、金保管庫の襲撃に同行する。コブラ男と戦った直後の仮面ライダーを襲撃するが、コブラ男を仮面ライダーと間違えてレーザーで射殺してしまい、自らの頭部をレーザーで撃って自殺する。

### スネーク
『仮面ライダー THE FIRST』に登場。蛇の能力を持ったスネークというコードネームの女性の改造人間。原田美代子が特殊強化服を装着し、マスクを被ることで変身する。他の改造人間とは異なり、口元と髪が露出した構造のマスクとなっている。
優れた柔軟性を生かした変幻自在の足技や蛇拳、コブラの後頭部の鞭で、コブラと共に仮面ライダーと戦う。
原田 美代子（）
晴彦の前に突然現れた、天真爛漫な少女。ボランティアと称して晴彦を外の世界に連れ出し、彼に生きる希望を与えるが、実は自分の方が身寄りがなく、晴彦以上の重い病に冒されて長期入院していた。「病気を完治する」というスパイダーの誘いに乗り、ショッカーの改造人間になる。改造後は改造人間スネークとして、同じく改造人間になった晴彦（コブラ）と行動を共にする。最後は2号の反転キックに敗れ、死亡する。
- 原作漫画のへび姫メドウサのリメイク。顔の下半分が露出したデザインやサングラス状のゴーグルが踏襲されている[27][29]。
- 演 - 小林涼子
  - スネークのアクションシーンの4分の3はスタントマンだけでなく小林も演じており、クラシックバレエの経験からくる柔軟性をアクション監督の横山に絶賛されていた[30][31]。
- スーツアクター - 砂押裕美[26]
- 仮面の頭部にある穴は、原典と同様に蛇が頭髪状に生えてくると想定したもので、デザイン画ではレーザーガンとされていた[出典 12]。

## 関連キャラクター
綾小路 律子（）
演 - 新井茂子
第10話に登場。コブラ男の再改造を担当する生物学者。ショッカーとしての衣装は女戦闘員と同じレオタード・網タイツと腰に赤いマフラーという衣装で、赤いマントを羽織っている。綾小路生物研究所で犬猫を高値で買い取り、コブラ男の復活に必要な動物の血液を集め、持ち込んだ人間も戦闘員の素材として捕らえる。研究所を探っていた古賀刑事を捕らえ、他の捕虜とともに改造コブラ男に処刑させようとするが仮面ライダーに妨害され、改造コブラ男の誤射した火炎を受けて顔に火傷を負う。アジトに戻り改造コブラ男を叱責するが、大首領から見限られ、改造コブラ男によって処刑される。
コブラ男 ガライ
『仮面ライダーJ』に登場する怪人。ショッカーの初期怪人のモチーフということでコブラが選ばれた。ただし、デザインモチーフは、上記のガラガランダ。
スネークロード アングィス・マスクルス
『仮面ライダーアギト』に登場するキャラクター。萬画版のコブラ男をモチーフとしている。
スネークロード アングィス・フェミネウス
『仮面ライダーアギト』に登場するキャラクター。萬画版のメドウサをモチーフとしている。
仮面ライダー王蛇
『仮面ライダー龍騎』に登場する仮面ライダー。コブラ男をモチーフとしている。
コブラ型ロイミュード
『仮面ライダードライブ』に登場する怪人。コブラ男をモチーフとしている。
メデューサメギド
『仮面ライダーセイバー』に登場する怪人。コブラ男のオマージュとなっている。
へびおとこ
石ノ森章太郎によるたのしい幼稚園（1971年7月号）版の漫画『仮面ライダー』に登場。
コブラ男に酷似した毒蛇の怪人であり、山川（公害を取り締まる役人）の息子を誘拐する。